# Freddy Clavijo
Freddy Clavijo (Montevideo, 8 gennaio 1962) è un ex calciatore uruguaiano, di ruolo portiere.

## Carriera

### Club
Ha giocato nella massima serie dei campionati uruguaiano, argentino e colombiano.

### Nazionale
Con la Nazionale uruguaiana ha preso parte alla Copa América 1979, dopo aver giocato le sue uniche due partite internazionali nel 1977.